# Воскресеновка (Узункольський район)
Воскресе́новка (каз. Воскресенов) — село у складі Узункольського району Костанайської області Казахстану. Входить до складу Новопокровського сільського округу.
Населення — 117 осіб (2021; 347 у 2009, 419 у 1999, 482 у 1989).